# Frank Stephenson

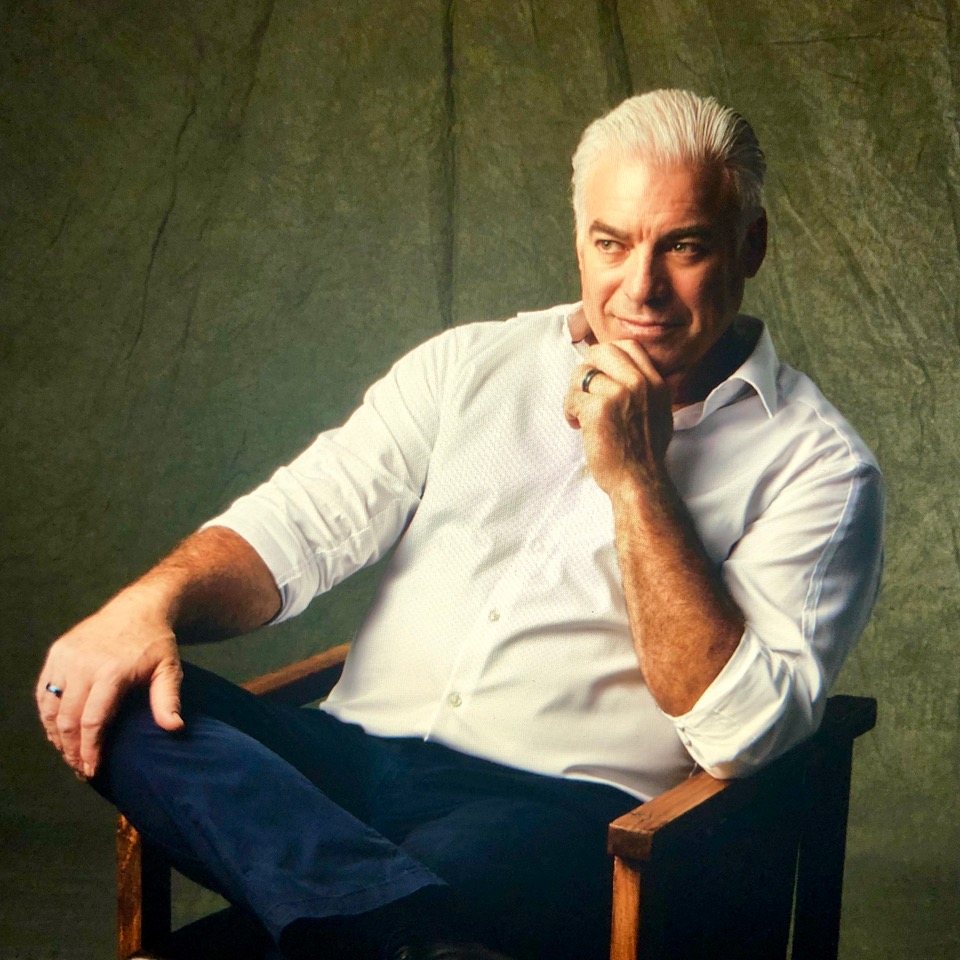
Frank Stephenson (2018)

Frank Stephenson (* 3. Oktober 1959 in Casablanca) ist ein US-amerikanischer Autodesigner, der für seine Designarbeiten bei Mini, Fiat, Alfa Romeo, Ferrari und McLaren bekannt ist. Cardesignnews nannte ihn 2008 „einen der einflussreichsten Automobildesigner unserer Zeit“.

## Biographie
Stephenson wurde am 3. Oktober 1959 in Casablanca, Marokko, als Sohn eines norwegischen Vaters mit US-amerikanischer Staatsbürgerschaft und einer spanischen Mutter geboren. Aufgrund der Arbeit seines Vaters zog die Familie immer wieder in andere Länder um. Sie wanderten nach Málaga, Spanien, aus. Dort eröffnete sein Vater ein Autohaus. Von 1970 bis 1977 lebte er in Istanbul, Türkei und zog dann nach Madrid, Spanien, wo er die Schule abschloss. Nach seiner Schulzeit fuhr Stephenson sechs Jahre lang professionell Motocross. Seit seiner Kindheit interessiert er sich für Motorräder. Aufgrund seines Interesses an der Automobilindustrie studierte er von 1983 bis 1986 Automobildesign am Art Center College of Design in Pasadena, Kalifornien, USA. Er spricht sowohl Englisch, Italienisch, Arabisch, Deutsch als auch Spanisch. Seit 2010 ist er in Debrett’s People of Today gelistet, ein seit über 200 Jahren immer wieder erscheinendes Buch des Coaching-Unternehmens Debrett’s mit etwa 20.000 bemerkenswerten Personen der britischen Gesellschaft.

## Design-Karriere

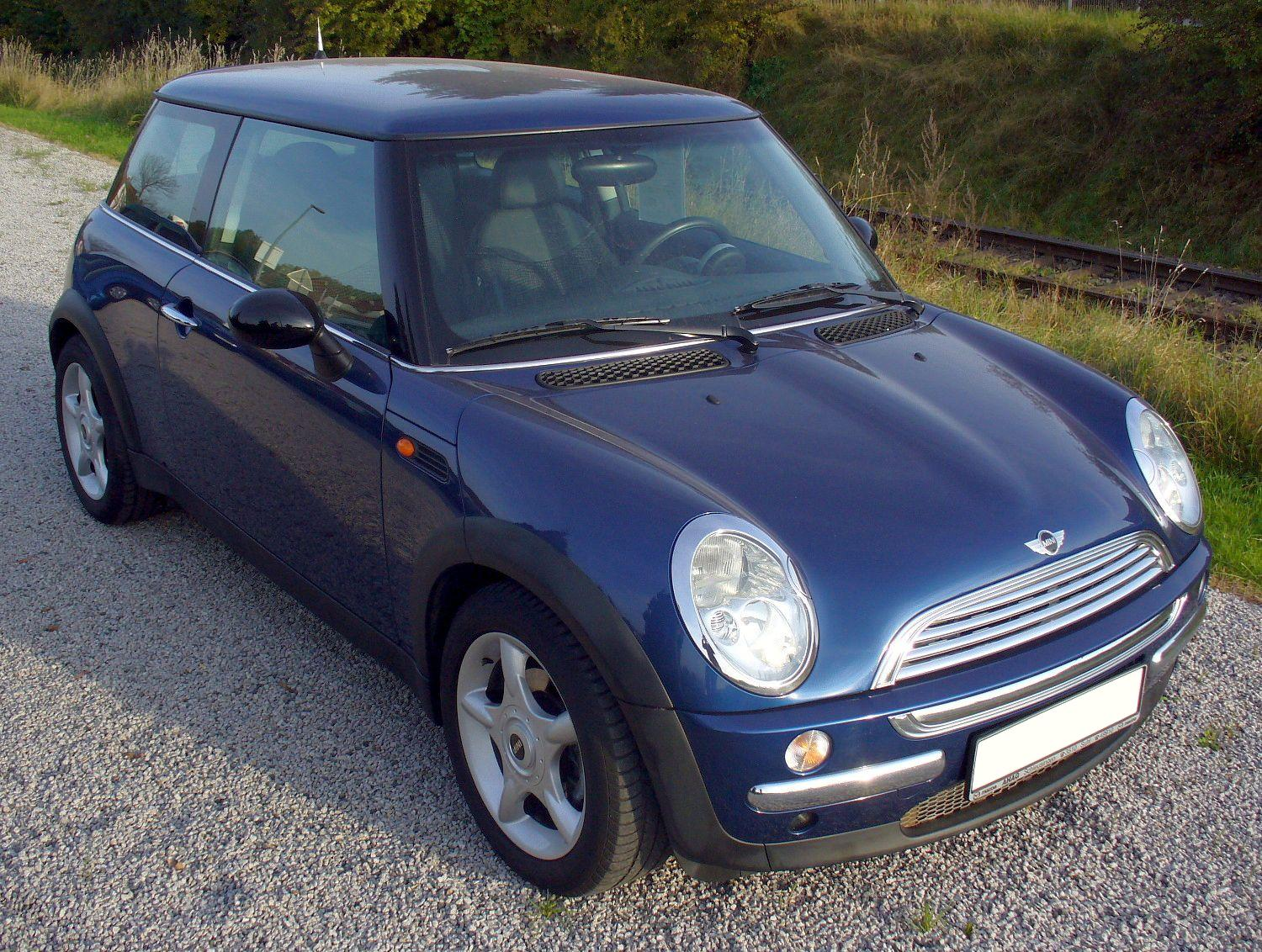
Mini Hatch

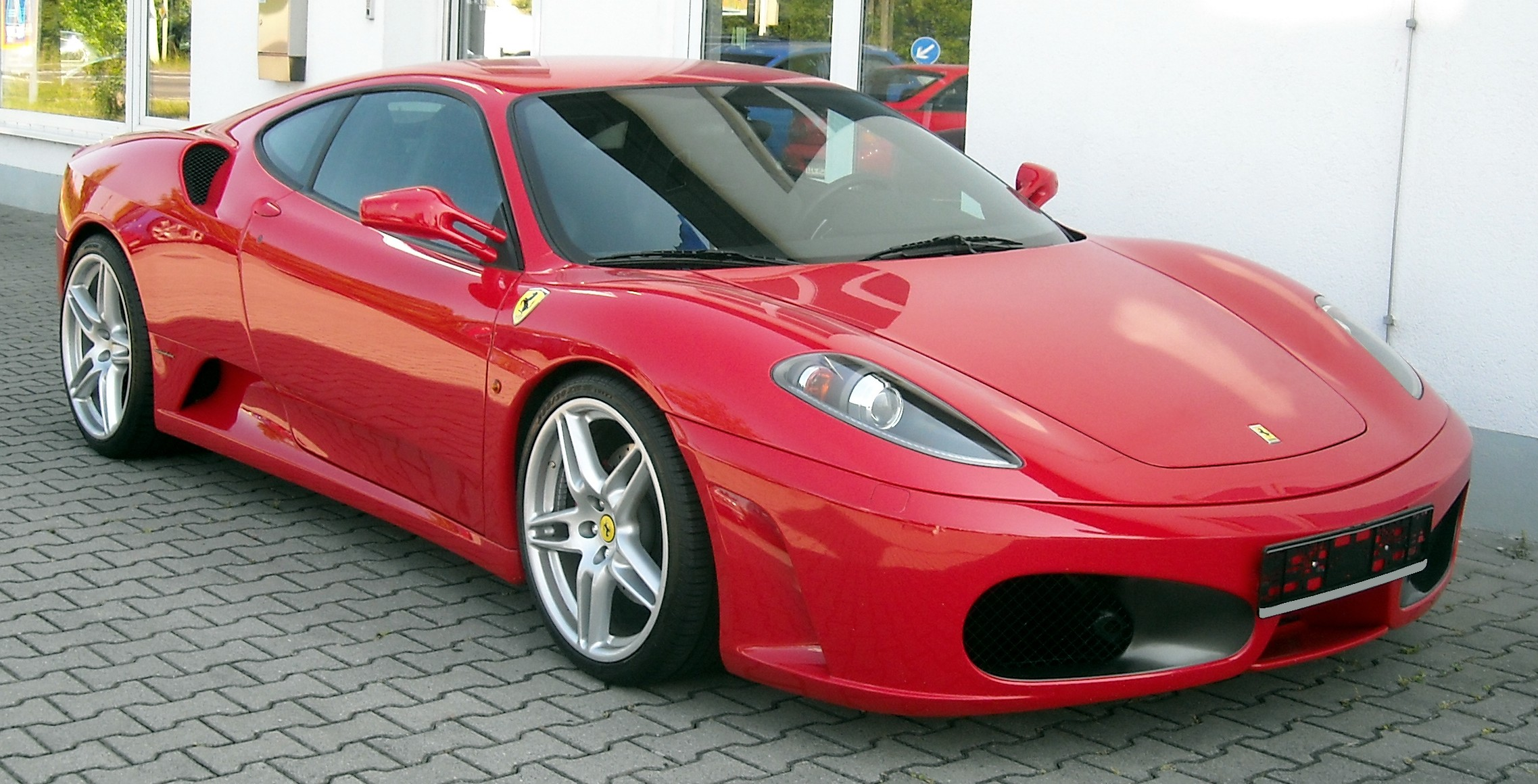
Ferrari F430

Stephensons Designkarriere umfasst mehrere europäische Automobilunternehmen. Er begann im Designstudio von Ford in Köln, wo er einige der charakteristischen Merkmale des Ford Escort RS Cosworth, insbesondere den großen doppelten Heckspoiler, gestaltete. Später wechselte er zu BMW, wo er elf Jahre tätig war und schließlich zum Senior Designer ernannt wurde. Stephenson entwarf den ersten BMW X5. Sein Redesign des neuen Mini 2001 hatte den Mini Hatch zum Ergebnis, der allgemein als Mini oder Mini Cooper bekannt ist. Der Mini gewann 2003 den Preis nordamerikanisches Auto des Jahres.
Juli 2002 wurde Stephenson zum Direktor für Design und Entwicklung von Ferrari-Maserati ernannt. Seine Arbeit mit Ferrari umfasste das Design des Maserati MC12 und Ferrari F430. Er überwachte auch Pininfarinas Arbeit am Maserati Quattroporte, dem Maserati Gran Turismo und dem Ferrari 612 Scaglietti. Stephensons Erfolg bei Ferrari führte 2005 zu seiner Ernennung zum Leiter des Fiat-, Lancia- und Nutzfahrzeug-Styling-Zentrums des Unternehmens in Turin. Er wurde mit der Neugestaltung der Marke Fiat beauftragt, wofür er das Styling des Punto und Bravo leitete. Er übersetzte Roberto Giolitos Fiat Trepiùno Konzept von 2004 in den 5002007. Im Juni 2007 wurde er Chef des Centro Stile Alfa Romeo.
Stephenson verließ Fiat im April 2008 und wurde Design Director bei McLaren Automotive. Dort entwickelte er eine neue Designsprache. Er betreute die Gestaltung des P1 und der neuen McLaren-Reihe.
Stephenson verließ die McLaren Automotive Anfang Mai 2017. Er gründete sein eigenes Designstudio, wie in seinem LinkedIn-Profil erwähnt wird. Von Mai 2018 bis November 2019 war Stephenson Leiter des Produktdesigns des deutschen Luftfahrt-Startups Lilium.

## Design-Stil

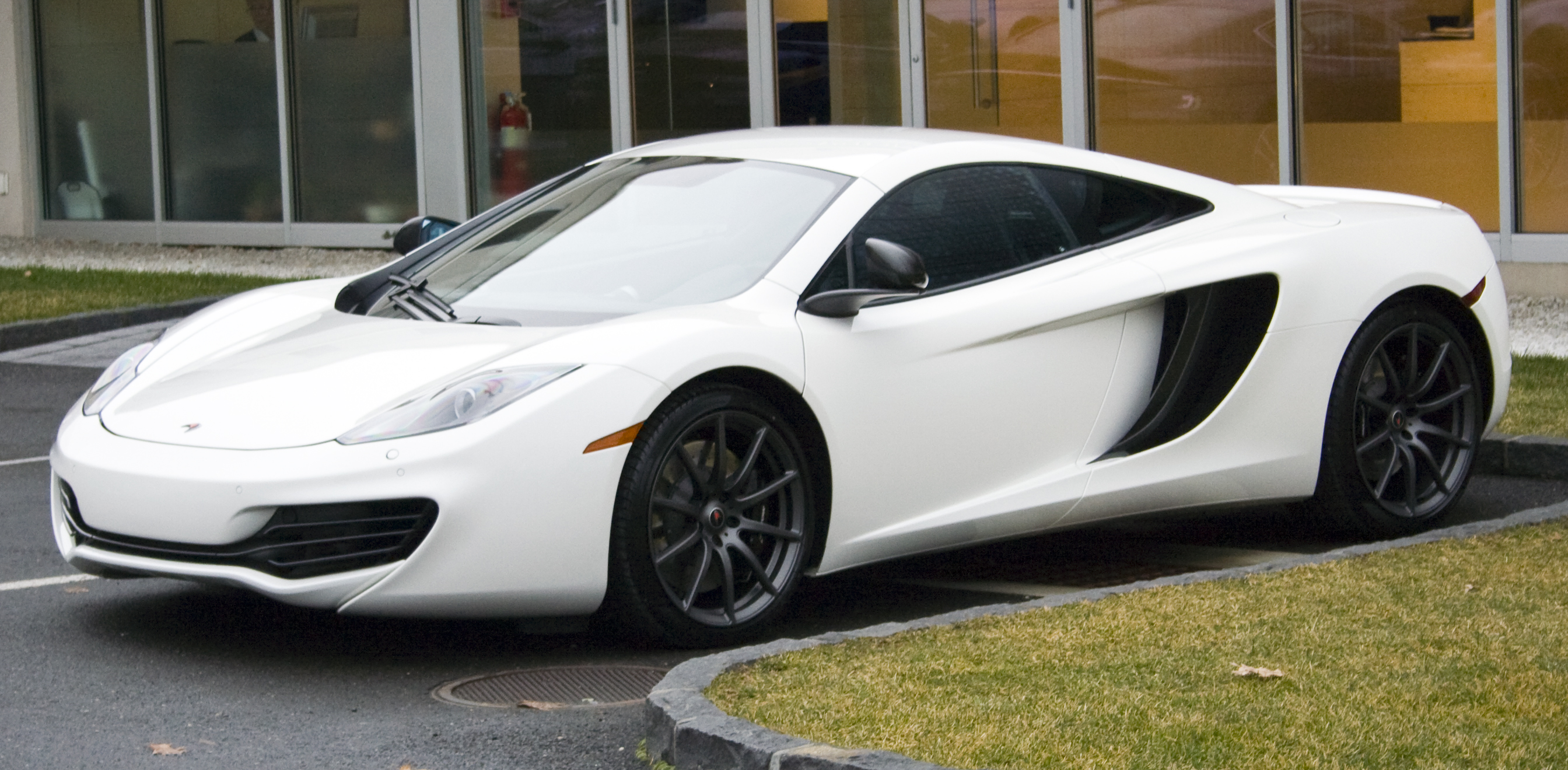
McLaren MP4-12C

Stephenson sagt, dass er überall nach Inspiration sucht und immer skizziert. Er ergänzt, dass er „nie gelangweilt“ ist. Wenn man die Straße entlanggeht, kann man Inspiration finden von „Dingen auf dem Bürgersteig, der Art von Mustern, den Symbolen auf den Schildern, es gibt es immer etwas, das dich inspiriert“. Sein McLaren-Büro war voller Spielzeug. Stephenson meint dazu: „Das ist die Natur jedes Designers, du wirst feststellen, dass sie einen Spielzeugladen haben.“ Er sagt auch, dass er das Tierreich beobachtet, um die Bionik zu nutzen. Er hat ein großes Interesse an Biologie und Evolution und versucht, „die Prinzipien in der Natur zu finden, die Produkte dazu bringen, so zu sein, was sie aussehen.“
Stephensons Vorgehensweise verläuft vom Skizzenblock zur Computergrafik, weiter zu Tonmodellen und schließlich zu Testmodellen. Er sagt, der Vorteil der Arbeit mit Ton ist, dass man die Übergänge spüren und fühlen kann, wo zu viel Oberfläche ist oder mehr Oberfläche benötigt wird. Er schlägt vor, dass man ein Auto fast blind gestalten könnte, denn „man muss es nicht sehen, man muss es fühlen, und wenn man es fühlt, merkt man, ob es richtig oder nicht richtig ist.“